# Överselö socken
Överselö socken i Södermanland ingick i Selebo härad, ingår sedan 1971 i Strängnäs kommun och motsvarar från 2016 Överselö distrikt.
Socknens areal är 51,98 kvadratkilometer, varav 51,94 land. År 2000 fanns här 367 invånare. Tynnelsö slott, godset Algö samt sockenkyrkan Överselö kyrka ligger i socknen.  

## Administrativ historik
Överselö socken har medeltida ursprung.
Vid kommunreformen 1862 övergick socknens ansvar för de kyrkliga frågorna till Överselö församling och för de borgerliga frågorna till Överselö landskommun. Landskommunen inkorporerades 1952 i Stallarholmens landskommun som 1971 uppgick i Strängnäs kommun. Församlingen uppgick 2002 i Stallarholmens församling.
1 januari 2016 inrättades distriktet Överselö, med samma omfattning som församlingen hade 1999/2000.  
Socknen har tillhört län, fögderier, tingslag och domsagor enligt vad som beskrivs i artikeln Selebo härad.  De indelta soldaterna tillhörde Södermanlands regemente, Strängnäs kompani.

## Geografi

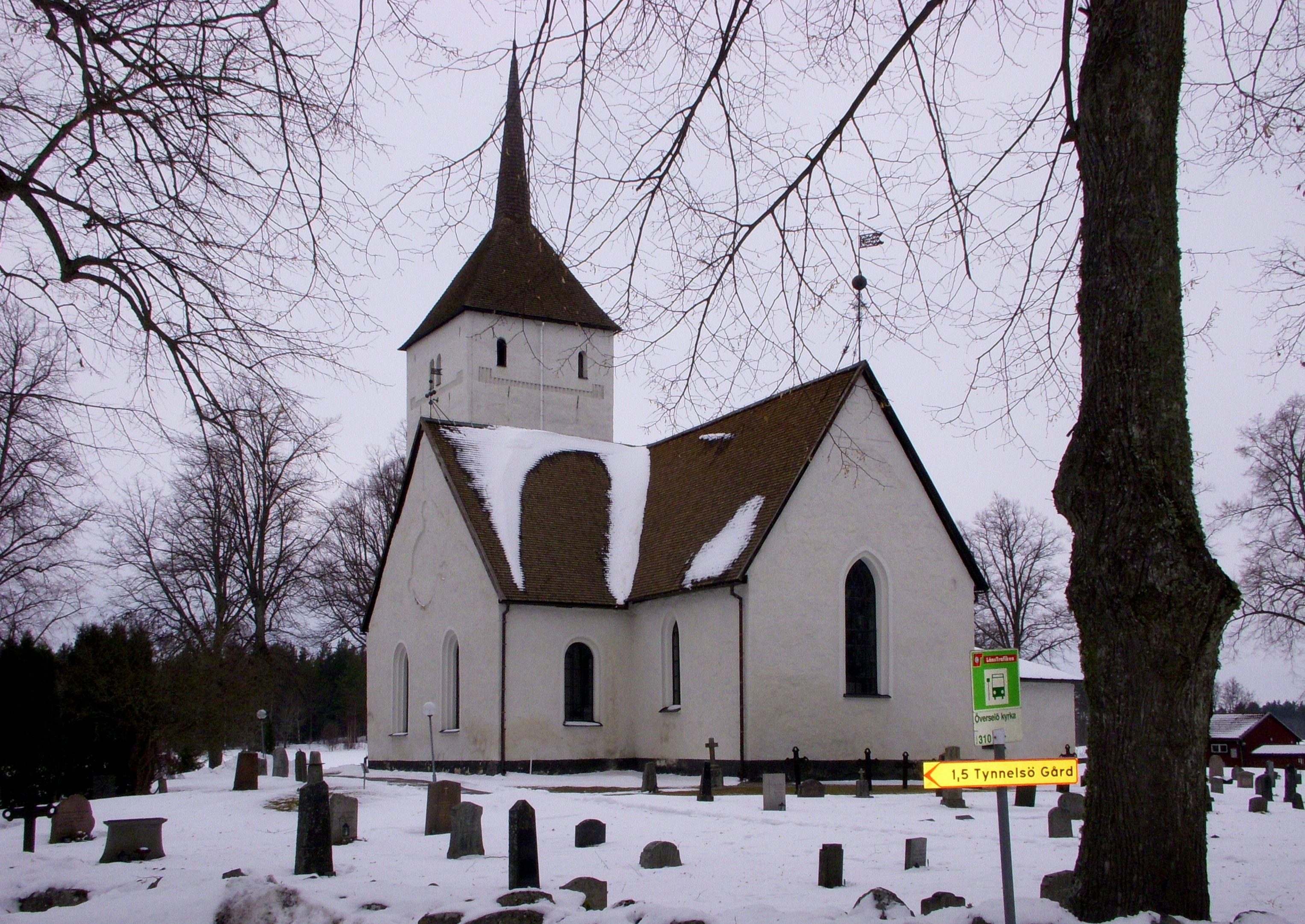
Överselö kyrka.

Överselö socken omfattar på nordvästra delen av Selaön, ön Tynnelsö och andra mindre öar i Mälaren och med Enköpingsåsen löpande från nordväst till sydost. Socknen är småkuperad med nordsydliga dalstråk.
Bland öarna finns Tynnelsö samt Stora Rullingen i väster, Algöholm med Skansbergets fornborg i nordväst samt Lindö och Nybbleholm i norr.
Höjden Ringrå mitt på Selaön utgör ett gränsmärke mellan Överselö och Ytterselö socken. 
Socknen hade år 1934  2 397 hektar åker och 2 085 hektar skogsmark.

## Fornlämningar

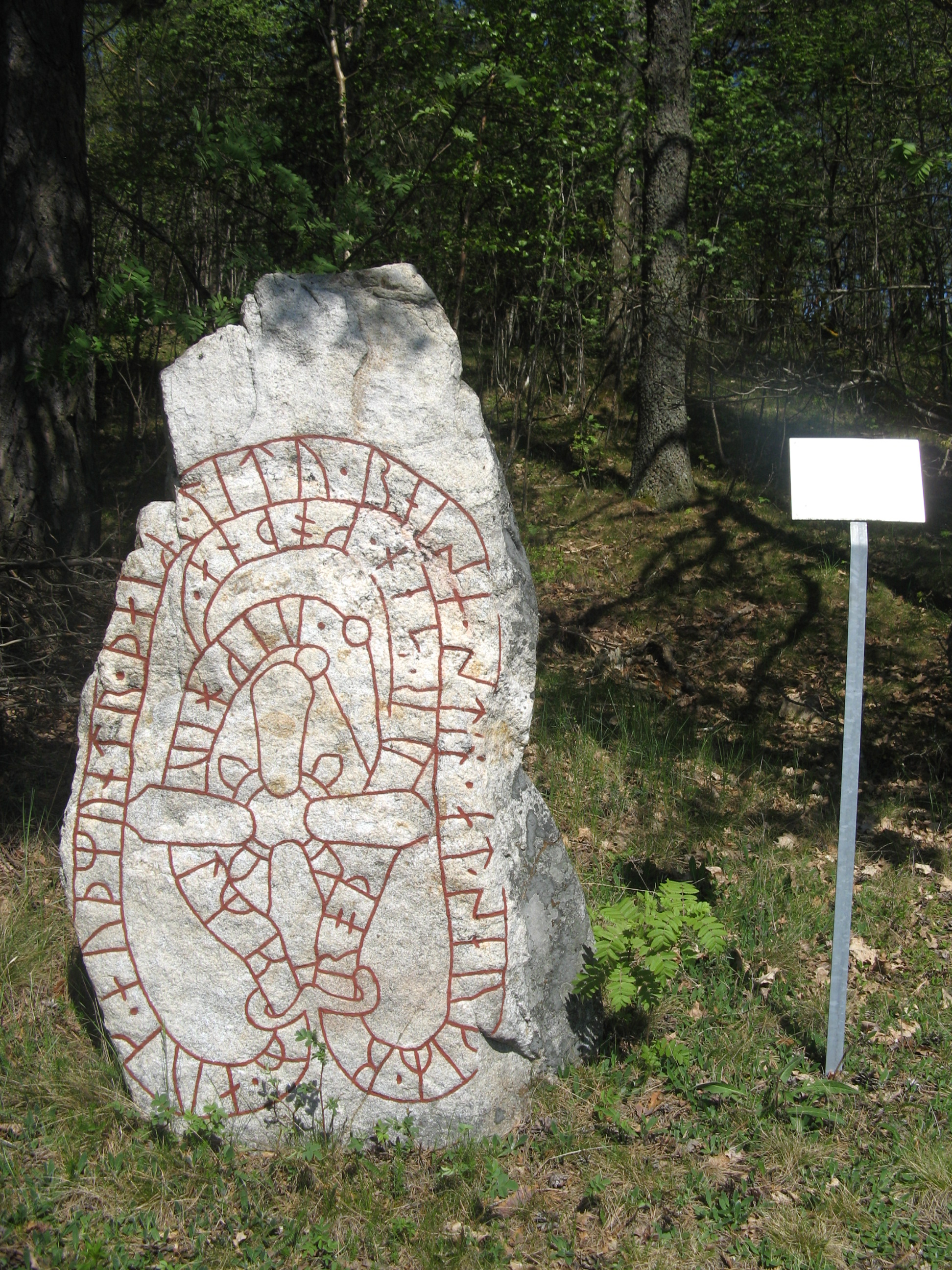
Runstenen Sö 209 i Fröberga.

Från bronsåldern finns spridda gravar samt skålgropar. De flesta (ca 95 %) av lämningarna är dock från järnåldern och finns inom 72 gravfält, av vilka de flesta är från yngre järnåldern. Ett antal gravfält är stora. Två av dem ligger på Enköpingsåsen vid Fröberga och antas ha använts mycket länge. Det finns tre fornborgar inom socknen. Av dessa ligger en (Skansberget) på Algöholm. Det finns vidare 12 runstenar, av vilka sex numera finns vid Överselö kyrka. Två har poetiska inskrifter om män från byar inom området.

## Namnet
Namnet (1314 Wluidäkirkyu, 1381 Yfrasyla) innehåller önamnet Selaö Tuna kommer från den äldre kyrkbyn, över återspeglar att den låg längre bort mot Prästfjärden.  På medeltiden hade socknen namnet Ulvildakirkia efter namnet på en kvinna: Ulfhild samt kirkia, 'kyrka'.